# Tesimo
Tesimo (Tisens in tedesco) è un comune italiano di 2 050 abitanti della provincia autonoma di Bolzano in Trentino-Alto Adige.
Nella frazione di Prissiano, si trova la Versoaln, ovvero la vite più vecchia della Terra e la più grande d'Europa.

## Origini del nome
Il toponimo è attestato come Tesana già nel VI secolo, come Tisinum nel 1153, come Tisenum nel 1194, come Tisens nel 1297 e come Tysens nel 1337 e probabilmente ha un'origine preromana. Il toponimo italiano nasce solo con il Prontuario dei nomi locali dell'Alto Adige il quale proponeva anche la forma di Tisino.

## Storia

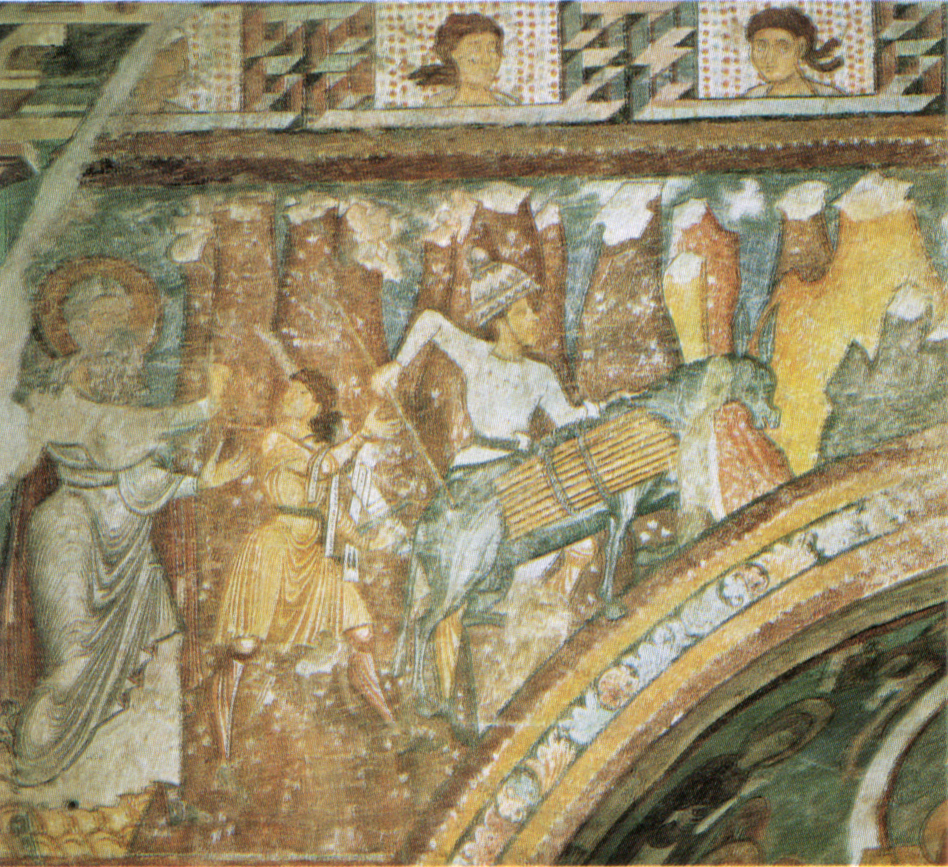
Sacrificio di Isacco, chiesa di San Giacomo (inizio XIII secolo)

La vicinanza del capoluogo Bolzano si fece sentire già nel medioevo, come dimostra il diritto di locazione bolzanino attestato a Tesimo nel 1302 quale consuetudo terre Bozani quod vulgariter dicitur marchtrecht.
Tesimo è terra di castelli, infatti sono presenti diversi manieri medievali, tutti ottimamente conservati: tra di essi spiccano il Castel Zwingenberg sopra l'abitato, il Castel Wehrburg, il Castel Katzenzungen, il Castel Fahlburg, a Prissiano, ed infine le rovine di Castel Pfeffersberg (o Unterkasatsch), a valle dell'abitato.

### Simboli
Lo stemma è inquartato d'argento e di rosso; nel primo e quarto quadrante è raffigurata una rosa rossa a cinque foglie, nel secondo e terzo è rappresentato un orso bruno ritto. Lo stemma riprende le insegne della famiglia Frank che amministrò il villaggio dal 1551 al 1743. Lo stemma è stato adottato con decreto del presidente della giunta regionale (D.P.G.R) nel 1966.

## Monumenti e luoghi d'interesse

### Architetture religiose
Notevole è la chiesa romanica di San Giacomo a Grissiano (St. Jakob in Grissian), adornata di affreschi ancora del XII secolo raffiguranti scene dell'Antico Testamento. Dal 2008 la chiesetta, eretta su una roccia boschiva in posizione marcante, è meta di pellegrinaggi di gruppi giovanili cattolici.
Di grande pregio è anche la chiesa di Santa Maria Assunta, parrocchiale del paese, rifatta in stile gotico nel XVI secolo.

### Architetture Civili
- Castel Casatsch o Pfeffersburg,  ruderi di un castello siti nella frazione Schernag.

## Società

### Ripartizione linguistica
La sua popolazione è in maggioranza di madrelingua tedesca:
| %      | Ripartizione linguistica (gruppi principali) |
| ------ | -------------------------------------------- |
| 96,62% | madrelingua tedesca                          |
| 3,10%  | madrelingua italiana                         |
| 0,28%  | madrelingua ladina                           |

### Evoluzione demografica
Abitanti censiti

## Amministrazione
| Periodo | Periodo   | Primo cittadino    | Partito | Carica  | Note |
| ------- | --------- | ------------------ | ------- | ------- | ---- |
| 2005    | 2010      | Thomas Anton Knoll | SVP     | Sindaco |      |
| 2010    | 2014      | Urban Mair         | SVP     | Sindaco |      |
| 2014    | in carica | Christoph Matscher | SVP     | Sindaco |      |